# Marginea Fundației
Marginea Fundației (1982) (titlu original Foundation's Edge) este un roman al autorului de literatură științifico-fantastică Isaac Asimov. Romanul este al patrulea (în ordinea apariției) din Seria Fundația și a fost scris la peste 30 de ani de la trilogia inițială apărută în anii '50, la insistențele fanilor și a editorilor. A fost primul său roman care a ajuns în lista best-sellerelor din The New York Times, după 262 de cărți și 44 de ani de carieră scriitoricească.
Romanul a câștigat premiul Hugo pentru "Cel mai bun roman" în 1983 și a fost nominalizat la premiul Nebula în cadrul aceleiași secțiuni în 1982.

## Acțiunea
Au trecut mai bine de 500 de ani de la întemeierea Fundației și aceasta este hegemonă în galaxie. La începutul cărții se termină a șasea criză Seldon, referitoare la mutarea capitalei de pe Terminus. Totuși, pe Terminus consilierul Golan Trevize pune la îndoială existența planului Seldon și continua sa aplicare după războiul cu Catârul. Datorită lansării teoriei sale în plenul Consiliului Fundației, chiar în momentul în care Primarul Harla Branno își savura victoria, aceasta din urmă decide exilarea sa oferindu-i ca scop al călătoriei sale găsirea Pământului. Alături de el va merge istoricul Janov Pelorat, care are câteva teorii privitor la caracteristicile Pământului și la identificarea lui cu o anume planetă.
Pe Trantor, în vechea Universitate Imperială, la baza celei de-a Doua Fundații, Oratorul Stor Gendibal critică și el planul Seldon, revelându-i Primului Orator că planul este manipulat de o altă organizație cu mult mai puternică decât A Doua Fundație. Concluzia la care ajug Gendibal și Sura Novi este că ar fi vorba despre "anti-Catâri" și, astfel, cei doi sunt trimiși în căutarea lor, întâlnind o navă de luptă a Primei Fundații, condusă de maiorul Branno.
Pista urmată de Trevize și Pelorat îi aduce pe Sayshell, unde îl întâlnesc pe profesorul Quintesetz, care le înmânează coordonatele unei planete misterioase, cunoscută sub numele de Gaia. Aceasta se dovedește a fi un 'superorganism' în care toate ființele - vii sau fără viață - sunt părți ale unei conștiințe de grup, păstrându-și în același timp conștiința individualității. Pelorat se îndrăgostește de o femeie de pe Gaia, Bliss, care îi explică faptul că Trevize (care are niște abilități nemaiîntâlnite) va trebui să decidă cine va conduce galaxia: Prima Fundație, A Doua Fundație, sau Gaia (care are o viziune a extinderii conștiinței sale la nivel galactic).
Se dovedește că întâlnirea dintre Branno (reprezentând Prima Fundație), Gendibal (reprezentând A Doua Fundație) și Novi (agent al Gaiei) nu a fost una întâmplătoare. Trevize alege Gaia și, cu ajutorul puterilor mentale, aceasta îi face pe Branno și pe Gendibal să creadă că au câștigat câteva victorii nesemnificative și că Gaia nu există. Dar Trevize este frământat de o ultimă problemă: cine sa ce a șters din Biblioteca Galactică de pe Trantor toate datele referitoare la Pământ și mai ales de ce?. El își anunță intenția de a găsi Pământul pentru a fi sigur că a făcut alegerea corectă, menționând că a ales Gaia ca fiind singura opțiune dintre cele trei care nu era ireversibilă (din cauza intervalului uriaș de timp necesitat de formarea superorganismului galactic).

### Capitole
| - 1. Consilierul - 2. Primarul - 3. Istoricul - 4. Spațiu - 5. Oratorul - 6. Pământul - 7. Fermierul - 8. Femeia de la fermă - 9. Hiperspațiu - 10. Masa | - 11. Sayshell - 12. Agentul - 13. Universitatea - 14. Înainte! - 15. Gaia-S - 16. Convergență - 17. Gaia - 18. Confruntarea - 19. Hotărârea - 20. Încheiere |

## Personaje
- Golan Trevize, consilier de pe Terminus exilat datorita opiniilor sale despre Planul Seldon
- Harla Branno, primarul de pe Terminus
- Janov Pelorat, istoric
- Blissenobiarella, locuitoare de pe Gaia

## Cinema
La data de 28 iunie 2008 a fost anunțat că producătorii Bob Shaye și Michael Lynne vor aduce Trilogia Fundația la marele ecran prin intermediul noii lor companii Unique Features. În ianuarie 2009 drepturile de ecranizare au fost vândute prin licitație companiei Columbia care a desemnat ca realizator pe regizorul Roland Emmerich.

## Lista cărților din seria Fundația
- Preludiul Fundației
- Fundația Renăscută
- Fundația
- Fundația și Imperiul
- A doua Fundație
- Marginea Fundației
- Fundația și Pământul

## Traduceri în limba română
- 1994 - Marginea Fundației, Ed. Nemira, Colecția "Nautilus", nr. 44, traducere Gabriel Stoian, 416 pag., ISBN 973-569-033-0
- 2003 - Marginea Fundației, Ed. Nemira, Colecția "Nautilus", nr. 44, traducere Gabriel Stoian, 396 pag., ISBN 973-20-0629-3